# Tim Bartels
Tim Bartels (* 1967) ist ein deutscher Chefredakteur.

## Leben
Tim Bartels ist studierter Biologe. Seit der Jahrtausendwende ist er Redaktionsleiter (V.i.S.d.P.) der monatlichen Zeitschrift UmweltBriefe. Nachhaltiges Handeln in Kommunen. Die vom Walhalla Fachverlag herausgegebene Publikation äußert sich zu Fragen des kommunalen Nachhaltigkeitsmanagements.
2008 wurde er für diese Arbeit mit dem Umweltmedienpreis der Deutschen Umwelthilfe (DUH) in der Kategorie Printmedien ausgezeichnet.